# Elecciones al Parlamento Europeo de 1999 (Irlanda)
En las elecciones al Parlamento Europeo de 1999 en Irlanda, celebradas en junio, se escogió a los 15 representantes de dicho país para la quinta legislatura del Parlamento Europeo.

## Resultados
| Datos de participación | Datos de participación | Datos de participación |
| ---------------------- | ---------------------- | ---------------------- |
| Censo electoral        | 2.864.361              | 100%                   |
| Votantes               | 1.438.287              | 50,2                   |
| Abstención             | 1.426.074              | 49,8                   |
| A candidatura          | 1.391.740              |                        |

| ← Elecciones al Parlamento Europeo de 1999 → |         |       |         |
| Partido                                      | Votos   | %     | Escaños |
| Fianna Fáil (FF)                             | 537.757 | 38,64 | 6       |
| Fine Gael (FG)                               | 342.171 | 24,59 | 4       |
| Independientes (IND)                         | 181.577 | 13,05 | 2       |
| Partido Laborista Irlandés (ILP)             | 121.542 | 8,73  | 1       |
| Partido Verde (GP)                           | 93.100  | 6,69  | 2       |
| Sinn Féin (SF)                               | 88.165  | 6,33  | 0       |
| Socialist Party (SP)                         | 10.619  | 0,76  | 0       |
| Partido de la Solidaridad Cristiana (CSP)    | 9.425   | 0,68  | 0       |
| Partido de la Ley Natural (NLP)              | 7.384   | 0,53  | 0       |